# Ukrguidroienergo
PJSC «Ukrhydroenergo» (ucraïnès: Укргідроенерго) és una empresa pública ucraïnesa de titularitat estatal que administra moltes centrals hidroelèctriques importants al llarg dels rius Dnièper i Dnièster. És la principal empresa de generació d'energia hidroelèctrica d'Ucraïna. És capaç de cobrir les càrregues màximes i proporcionar FCAS per als sistemes d'energia units d'Ucraïna (UESU). L'empresa opera deu centrals elèctriques als rius Dnieper i Dnièster : Kíevska, Kyivska PSP, Kanivska, Kremenchutska, Seredniodniprovska, Dniprovska núm 1, Dniprovska Núm . Les obres d'habilitació s'estan duent a terme a la PSP de Kanivska i l'HP Núm. 2 de Kakhovska.